# Zwevegem
Zwevegem este o comună neerlandofonă situată în provincia Flandra de Vest, regiunea Flandra din Belgia. La 1 ianuarie 2013 avea o populație totală de 24.197 locuitori. 

## Geografie
Comuna actuală Zwevegem a fost formată în urma unei reorganizări teritoriale în anul 1977, prin înglobarea într-o singură entitate a 5 comune învecinate. Suprafața totală a comunei este de 63,24 km². Comuna este subdivizată în secțiuni, ce corespund aproximativ cu fostele comune de dinainte de 1977. Acestea sunt:
| - I. Zwevegem - VI. Kappaert - VII. Zwevegem-Knokke - II. Sint-Denijs - III. Moen - IV. Heestert - V. Otegem |

Localitățile limitrofe sunt:
| - Comuna Harelbeke: - a. Harelbeke - Comuna Deerlijk: - b. Deerlijk - Comuna Anzegem: - c. Vichte - d. Ingooigem - e. Tiegem - Comuna Avelgem: - f. Waarmaarde - g. Avelgem - h. Outrijve - i. Bossuit | - Comuna Spiere-Helkijn: - j. Helkijn - k. Spiere - Comuna Kortrijk: - l. Kooigem - m. Bellegem - n. Kortrijk |